# Caligus hobsoni
Caligus hobsoni är en kräftdjursart som beskrevs av R. Cressey 1969. Caligus hobsoni ingår i släktet Caligus och familjen Caligidae. Inga underarter finns listade i Catalogue of Life.